# Louis Armand I, Prinț de Conti
Louis Armand de Bourbon (n. 30 aprilie 1661, Paris, Regatul Franței – d. 9 noiembrie 1685, Fontainebleau, Île-de-France, Franța) a fost Prinț de Conti din 1666 până la moartea sa, după ce l-a succedat pe tatăl său, Armand de Bourbon. Ca membru al Casei de Bourbon, a fost Prince du Sang.  A fost ginerele regelui Ludovic al XIV-lea al Franței.

## Biografie
A fost fiul cel mare al primului Prinț de Conti, Armand de Bourbon (1629-1666) și a soției acestuia, Anne Marie Martinozzi. A fost botezat la 28 februarie 1667 și numit Louis în onoarea regelui Ludovic al XIV-lea, nașul său. Nașă i-a fost regina-mamă, Ana de Austria.
Orfan de tată de la vârsta de 5 ani și de mamă de la 11 ani, a fost crescut la curtea unchiului său, le Grand Condé. La 16 ianuarie 1680 s-a căsătorit cu Marie Anne de Bourbon, fiica nelegitimă a regelui Ludovic al XIV-lea și a metresei sale, Louise de La Vallière.
Neavând descendenți, a fost succedat de fratele său mai mic, François Louis de Bourbon (1664–1709).
1. ↑  Louis Armand I de Bourbon de Conti, Genealogics